# 535 (số)
535 (năm trăm ba mươi lăm) là một số tự nhiên ngay sau 534 và ngay trước 536.